# Climat des Hauts-de-France
Le climat des Hauts-de-France est l’état moyen des conditions de l'atmosphère terrestre sur le territoire de la région Hauts-de-France, fondé sur les moyennes et la variabilité de paramètres météorologiques (température, pression atmosphérique, précipitations, ensoleillement, humidité, vitesse du vent) pendant une période donnée, la période type de référence définie par l’Organisation météorologique mondiale étant de 30 ans.
Comme l'ensemble de la France métropolitaine, les Hauts de France sont  exposés au réchauffement climatique qui contribue à modifier les climats locaux actuels et à des effets sur l'environnement, la santé et la société. Pour respecter les deux objectifs de l'accord de Paris sur le climat (réchauffement bien en-dessous de 2 °C et de préférence limité à 1,5 °C), une réduction forte et immédiate des émissions de CO2 est indispensable, jusqu'à atteindre la neutralité carbone, seule à même de stopper le réchauffement, la France, à travers sa politique climatique, déploie différentes stratégies d'atténuation et d'adaptation), avec des objectifs spécifiques comme la réduction des émissions de gaz à effet de serre de 40 % entre 1990 et 2030 (20 % en 2019) ou la réduction de la consommation énergétique finale de 50 % en 2050 par rapport à la référence 2012 en visant un objectif intermédiaire de 20 % en 2030. Pour mettre en oeuvre cette politique, la région peut s'appuyer sur groupe d'acteurs scientifiques du CERDD et des projets Climbio/Ecrin qui ont commencé à travailler en réseau avec les autres  « groupes régionaux d’experts sur le climat (GREC) » à partir de 2019. Au niveau local, un grand nombre de PCAET, portés par les intercommunalités, sont adoptés ou en cours d'élaboration.

## Zonages climatiques

### Zonage de Joly et al. (2010)

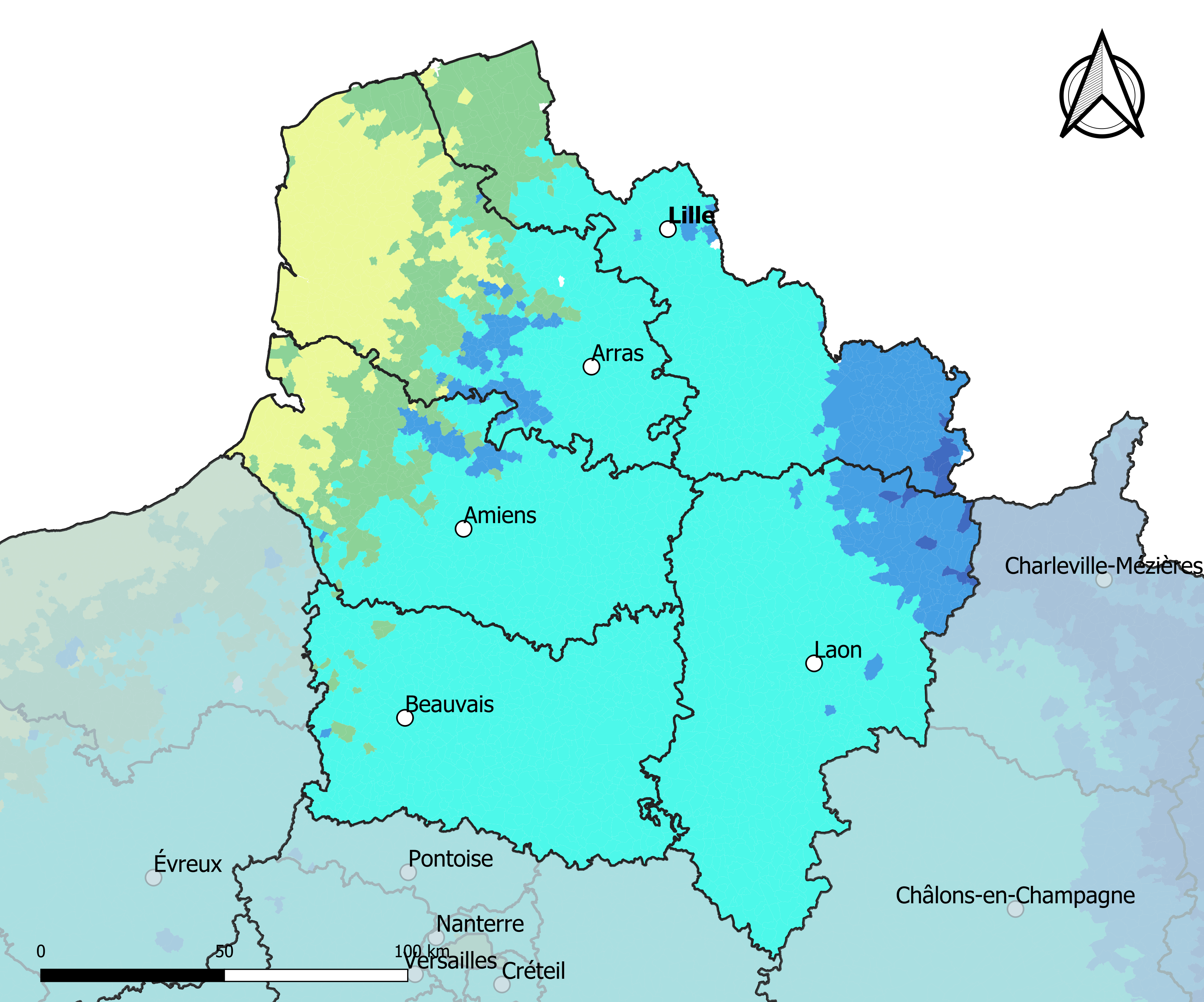
Zonage climatique de Joly et al. (2010).
2 : climat semi-continental et climat des marges montagnardes
3 : climat océanique dégradé des plaines du Centre et du Nord
4 : climat océanique altéré
5 : climat océanique franc

Une étude du CNRS de 2010 réalisée par Daniel Joly, Thierry Brossard, Hervé Cardot, Jean Cavailhes, Mohamed Hilal et Pierre Wavresky a permis de classer les climats de métropole en huit grands types. Partant des mesures stationnelles de précipitation et de température mises à disposition par Météo-France, un jeu de 14 variables intégrant une série temporelle de 30 ans (1971-2000) est défini pour caractériser les climats et leurs modalités distinctives de variation. Une méthode originale dite d’interpolation locale permet de reconstituer les champs spatiaux continus des variables en question et de les exprimer sous forme de couches d’information gérables par SIG. Il en a résulté 8 types de climats. 
 Le climat océanique franc (Ouest du Pas-de-Calais et de la Somme) est caractérisé par des températures moyennes et très homothermes : l’amplitude annuelle (moins de 13°C d’écart entre juillet et janvier), le nombre de jours froids (moins de 4) et chauds (moins de 4) et la variabilité interannuelle sont minimaux. Les précipitations sont annuellement abondantes (un peu plus de 1000 mm) et fréquentes en hiver (plus de 13 jours en janvier). L’été est également pluvieux (8-9 jours en juillet) mais les cumuls sont réduits.
 Le climat océanique altéré (bordure maritime du Nord ainsi que dans le Pas-de-Calais et la Somme) constitue une transition entre l’océanique franc (type 5) et l’océanique dégradé (type 3). La température moyenne annuelle est assez élevée (12,5 °C) avec un nombre de jours froids faible (entre 4 et 8 par an) et chauds soutenu (entre 15 et 23 par an). L’amplitude thermique annuelle (juillet-janvier) est proche du minimum et la variabilité interannuelle moyenne. Les précipitations, moyennes en cumul annuel (800-900 mm) tombent surtout l’hiver, l’été étant assez sec ;
 Le climat océanique dégradé des plaines du Centre et du Nord (une grande partie de la région) reste océanique mais avec de belles dégradations. Les températures sont intermédiaires (environ 11°C en moyenne annuelle, entre 8 et 14 jours avec une température inférieure à -5°C). Les précipitations sont faibles (moins de 700 mm de cumul annuel), surtout en été, mais les pluies tombent en moyenne sur 12 jours en janvier et sur 8 en juillet, valeurs moyennes rapportées à l’ensemble français ;

### Zonages de Météo-France (2020)
|  |  |

## Paramètres climatiques

### Température
A l'instar des autres régions françaises et des constats faits à l'échelle planétaire, la température moyenne s'est élevée dans le Nord-Pas de Calais de 1,37°C (référence : Lille) entre 1955 et 2013, contre 0,69°C à la surface du globe, selon une étude de l'Observatoire climat Nord-Pas-de-Calais publiée en 2014. Globalement, elle oscille entre 8,8°C et 11,9°C. La moyenne annuelle des températures maximales varie elle de 12 à 15°C. Les moyennes les plus élevées se retrouvent en métropole lilloise, dans le Douaisis, le Valenciennois et l'est du Calaisis. La moyenne annuelle des températures minimales sur la région varie de 5 à 9,5°C sur la période,
les moyennes annuelles les plus basses se mesurant dans l'Avesnois et dans l'Artois.
L'édition 2020 de l'état des lieux sur le changement climatique et ses incidences agricoles en Hauts-de-France confirme cette tendance au réchauffement climatique. L’évolution de la température moyenne observée en Hauts-de-France depuis 1959 pour chaque station d’étude montre, pour les cinq sites présentés, une augmentation tendancielle d’environ + 0,3°C par décennie :
|                    | Evolution de la température moyenne annuelle (°C/décennie) | Evolution de la température moyenne de 1958 à 2017 (en 58 ans, en °C) |
| ------------------ | ---------------------------------------------------------- | --------------------------------------------------------------------- |
| Saint-Quentin (02) | 0,28 °C ± 0,08                                             | 1,61                                                                  |
| Lille-Lesquin (59) | 0,34 °C ± 0,09                                             | 1,98                                                                  |
| Beauvais (60)      | 0,32 °C ± 0,08                                             | 1,87                                                                  |
| Boulogne/Mer (62)  | 031 °C ± 0,08                                              | 1,8                                                                   |
| Bernaville (80)    | 0,32 °C ± 0,08                                             | 1,86                                                                  |

L'accélération du réchauffement impacte fortement l’agriculture au travers notamment du raccourcissement des calendriers culturaux, de l'augmentation de l'évapotranspiration et du déplacement des seuils thermiques.

### Précipitations
L’historique des cumuls annuels de précipitations sur les cinq sites répartis dans les Hauts-de-France montre une tendance linéaire significative pour Boulogne-sur-Mer, Bernaville, et Lille-Lesquin. En revanche, les tendances linéaires sont non significatives pour les stations de Beauvais et de Saint-Quentin.
|                    | Evolution du cumul annuel de précipitations (mm/décennie) | Evolution du cumul annuel de précipitations de 1958 à 2017 (mm en 58 ans) |
| ------------------ | --------------------------------------------------------- | ------------------------------------------------------------------------- |
| Saint-Quentin (02) | 11,67 ± 10,54 ns                                          | 67,69                                                                     |
| Lille-Lesquin (59) | 27,52 ± 11,27                                             | 159,64                                                                    |
| Beauvais (60)      | 13,31 ± 10,79 ns                                          | 77,19                                                                     |
| Boulogne/Mer (62)  | 32,73 ± 14,85                                             | 189,85                                                                    |
| Bernaville (80)    | 19,13 ± 14,52                                             | 110,94                                                                    |

Les quelques tendances intersaisons mises en évidence restent relativement faibles au regard des variations interannuelles. Les deux stations les plus au nord de la région Hauts-de-France présentent néanmoins un cumul hivernal de précipitations avec tendance à la hausse (+10 à + 18 mm par décennie).

### Paramètres des stations météorologiques historiques
Par station historique, il convient d'entendre une station qui permet de connaître trois normales climatiques consécutives (1971-2000, 1981-2010 et 1990-2020) sur Infoclimat. Il existe sept stations historiques dans la région.
| Département   | Stations         | Températures            | Températures            | Températures             | Ensoleilmt | Précipitations | Précipitations           | Précipitations | Précipitations |
| Département   | Stations         | moy moyenne (1991-2020) | maxi extrême            | mini extrême             | Ensoleilmt | Cumul moyen    | Max en 24 h              | Max en 5 j     | Moy > 1 mm     |
| ------------- | ---------------- | ----------------------- | ----------------------- | ------------------------ | ---------- | -------------- | ------------------------ | -------------- | -------------- |
| Aisne         | Saint-Quentin    | 10,8                    | 40,7 (le 25 juil. 2019) | -20,0 (le 17 janv. 1985) | 1695.9     | 683,4          | 76,6 (le 20 juin 1992)   | 107,0 (juin)   | 5,3            |
| Nord          | Lille-Lesquin    | 11,3                    | 41,5 (le 25 juil. 2019) | -19,5 (le 14 janv. 1982) | 1627.5     | 740,0          | 62,8 (le 19 août 2005)   | 107,6 (juil.)  | 5,4            |
| Oise          | Beauvais-Tillé   | 11,0                    | 41,6 (le 25 juil. 2019) | -19,7 (le 28 janv. 1954) | 1682.3     | 655,5          | 64,7 (le 2 juil. 1953)   | 93,1 (août)    | 5,4            |
| Pas-de-Calais | Boulogne-sur-Mer | 11,2                    | 39,6 (le 19 juil. 2022) | -13,6 (le 01 fev. 1956)  | 1.5        | 824,5          | 178,1 (le 1 août 1983)   | 178,1 (août)   | 5,6            |
| Pas-de-Calais | Cambrai-Epinoy   | 10,9                    | 41,8 (le 25 juil. 2019) | -19,8 (le 05 janv. 1985) | 0          | 702,9          | 770,0 (le 30 juil. 1991) | 778,9 (juil.)  | 5,5            |
| Pas-de-Calais | Le-Touquet       | 11,2                    | 39,9 (le 19 juil. 2022) | -19,1 (le 08 janv. 1985) | 1710       | 888,8          | 85,7 (le 11 août 1960)   | 132,3 (nov.)   | 6,3            |
| Somme         | Abbeville        | 11,0                    | 41,3 (le 25 juil. 2019) | -17,4 (le 17 janv. 1985) | 1685       | 806,2          | 101,4 (le 03 sept. 1958) | 99,6 (oct.)    | 5,6            |

## Événements météorologiques exceptionnels

### Années 2000
4 avril au 30 juin 2001 - Crue de la Somme en 2001 - Inondations par remontée de nappe phréatique (80)

Précipitations importantes provoquant des inondations de plaine dans la vallée de la Somme et des remontées de nappes. De nombreuses zones urbanisées sont durement affectées,, - Plus de 1200 communes sont déclarées en état de catastrophe naturelle sur la période hiver-printemps 2000-2001.
1 au 5 janvier 2003 - Inondation de plaine, par crue torrentielle, ruissellement urbain et coulée de boue (02)

Les précipitations assez exceptionnelles au Nord du département, en amont de la Serre et de l'Oise. Débordements de l'Oise, du Thon, de la Serre, du Vilpion, du Gland et autres cours d'eau. Crue décennale sur l'Oise. - 64 communes sinistrées.
3 au 6 juillet 2005- Inondation de plaine, par crue torrentielle, ruissellement (59, 62)

À l'approche d'un front froid au nord-ouest de la France, deux lignes orageuses successives particulièrement actives se forment sur la région du Nord-Pas-de-Calais. Des précipitations supérieures à 50 mm en 12 h, des durées de retour centennales pour la majorité des communes (valeur centennale 60,9 mm à Abbeville et 56,5 à Lille). Crue de la Ternoise (29 m3/s),période de retour > 50 ans (21 m3/s), crue de la Laquette (période de retour > 20 ans, crue de la Clarence proche de la décennale. Dans le Nord, sur le bassin versant de la Lys, des crues de 10 à 25 ans de période de retour le 04/07 - 177 communes déclarées sinistrées.
12 au 14 août 2006 - Inondations sur le nord de la France - Elles touchent plus particulièrement le Pas-de-Calais.
27 au 28 novembre 2009 - Inondation par ruissellement et crue - (62)

Successions de perturbations et d'averses localement orageuses du 22 au 29/11 avec 2 épisodes intenses du 22 au 23 et du 26 au 28/11. Des cumuls en 48 h supérieurs à 70 mm pour les communes reconnues en Cat-Nat. Ruissellement et débordement de nombreux cours d'eau (l'Hem, l'Aa, la Liane, la Lys, la rivière du Boulonnais, la Slack, le Wimereux et autres cours d'eau).
50 communes sinistrées.

### Années 2010
5 au 13 janvier 2011 - Inondations par crue torrentielle, ruissellement, coulée de boue, submersion marine (02, 60, 59|) - À partir du 5 janvier, plusieurs vagues pluvieuses jusqu'au 14, perturbations les +actives au Nord, + particulièrement sur la Thiérache et le massif ardennais, fonte du manteau neigeux, dr des précipitations infradécennale, Débordement de plusieurs cours d’eau, crues supradécennales du Thon (25 ans), de l’Oise à Hirson (100 ans) à Condren (50 ans), de la Serre à Pont à Bucy (100 ans), la Meuse, la Houille, la Vence, l'Helpe mineure.
104 communes sinistrées.
27 octobre au 4 novembre 2012 - Inondations par crue, ruissellement (62) - Succession de perturbations et averses localement orageuses avec 2 épisodes notables pour les précipitations les 29/10 et 2/11. Mois d'octobre très pluvieux, sols saturés. Conjonction des fortes pluies et de marée haute le 29/10. Des cumuls de pluie de l'ordre de 60 mm en 48h du 29 au 30/10 et de 70 mm du 1 au 2/11. Débordement de nombreux cours d'eau. Crues de l'ordre de la décennale sur les bassins de La Liane, la Slack, du Wimereux, de l'Aa, la Hem et la Lys. Noyade d'une personne dans la rivière « Scarpe » sur la commune de Saint-Nicolas, le 28 octobre. Entre 15 et 30 M€ de dommages assurés. Une soixantaine de communes reconnues en cat-nat.
96 communes sinistrées.
5 juillet 2012 - Orages dans le Nord de la France - De violents orages éclatent sur la France le 5 juillet. Les départements de l’Oise et du Pas-de-Calais sont particulièrement touchés.
27 juillet 2012 - De très forts orages traversent la France - L’événement orageux traverse la France du Sud-Ouest au Nord produisant de très fortes pluies sur les Pyrénées-Atlantiques, les Hautes-Pyrénées, le Gers, l’Oise et le Nord.
29 octobre 2012 - Inondations dans le Pas-de-Calais - De très nombreuses communes sont touchées par les crues de l'Aa, de la Liane, de la Hem, de la Lys amont.
19 juin 2013 - Violents orages sur le quart nord-est de la France - Le 19 juin 2013 plusieurs vagues orageuses remontent et touchent le quart nord-est de la France, particulièrement les régions Picardie et Champagne-Ardenne.
27 juillet 2014 - Pluies diluviennes sur le Nord - Dans l’après-midi du 27 juillet 2014, un orage stationnaire a entraîné des pluies diluviennes près d’Hazebrouck.
Du 5 au 15 juin 2015 - Orages sur la France - Après un début de mois de juin particulièrement chaud sur la France des orages parfois violents éclatent entre le 5 et le 15 juin 2015 apportant localement d’importantes quantités de précipitations, et parfois de fortes rafales de vent et de la grêle.
13 août 2015 - Fortes pluies orageuses sur la Seine-Maritime et le Nord - Plusieurs vagues orageuses successives et plus ou moins intenses traversent l’Hexagone dans un flux de sud. Les plus virulentes touchent la Normandie puis le nord de la Picardie et le Nord-pas-de-Calais.
28 mai au 6 juin 2016 - Inondations par crue et coulée de boue (18, 21, 27, 36, 37, 41, 45, 51, 52, 54, 55, 57, 58, 59, 60, 61, 62, 67, 68, 72, 75, 76, 78, 89, 91, 92, 93, 94, 95)
 Avec 900 millions à 1,4 milliard d’euros, selon les estimations de l’Association Française de l’Assurance (AFA) en date du 10 juin, c ette catastrophe serait, selon la mission risques natuels, la plus coûteuse l’histoire du régime d’assurance Catnat. 4 morts et 24 blessés sont à déplorer - 1358 communes sinistrées (862 + 496).
30 et 31 mai 2016 - Inondations dans les Hauts-de-France - Cet épisode de pluies orageuses dans les Hauts-de-France entraîne des inondations localisées. En régions Centre et Île-de-France, les répercussions seront pires encore avec une onde de crue de la Seine.
7 et 8 juin 2016 - Fortes précipitations orageuses des Hauts-de-France au Grand-Est - Une masse d’air assez chaude stationnaire sur le pays est responsable du développement de cellules convectives peu mobiles. Les fortes pluies instables entraînent de nombreuses inondations des Hauts-de-France à la Champagne-Ardennes et l’Alsace.
22 au 25 juin 2016 - Orages et pluies intenses - De violents orages touchent le nord et le nord-est du pays du 22 au 25 juin 2016. Le 25 s’y ajoutent localement des pluies orageuses abondantes dans le sud-ouest.
22 juillet 2016 - Orages dévastateurs en Charente et Champagne-Ardennes - Après les fortes chaleurs du milieu du mois, une forte instabilité orageuse se développe sur le pays, surtout dans le nord mais aussi en région Sud-Ouest.
18 au 20 novembre 2016 - Crues dans le Nord - Pas-de-Calais - De fortes pluies se produisent pendant 5 jours consécutifs du 15 au 19 novembre 2016. Du 18 au 20, divers cours d’eau sortent de leur lit.
18 mai 2017 - Violents orages sur le nord de la France - Le 18 mai 2017 des orages localement violents accompagnés de pluies intenses touchent le nord du pays.

### Années 2020
17 avril 2020 - Orages et fortes pluies sur le Nord - le 17 avril 2020, un épisode orageux localement fort avec des pluies intenses, de la grêle et du vent a traversé les départements de la Somme, du Nord et du Pas-de-Calais.
21 juin 2021 - Violent orage sur Beauvais - Le 21 juin 2021, un violent orage accompagné de pluies très intenses a provoqué d’importantes inondations sur la ville de Beauvais dans l’Oise.
2 au 12 novembre 2023 - Crues et inondations historiques dans le Pas-de-Calais. 348 communes du Nord et du Pas-de-Calais sont reconnues en état de catastrophe naturelle.

## Politique et planification climatiques

### Niveau national
Pour respecter les deux objectifs de l'accord de Paris sur le climat (réchauffement bien en-dessous de 2 °C et de préférence limité à 1,5 °C), une réduction forte et immédiate des émissions de CO2 est indispensable, jusqu'à atteindre la neutralité carbone, seule à même de stopper le réchauffement. Diminuer les émissions des autres gaz à effet de serre, en particulier le méthane, est également pertinent. Pour répondre à cet objectif, la France, à travers sa politique climatique, déploie différentes stratégies d'atténuation et d'adaptation), avec des objectifs spécifiques comme la réduction des émissions de gaz à effet de serre de 50 % entre 1990 et 2030 (20 % en 2019) ou la réduction de la consommation énergétique finale de 50 % en 2050 par rapport à la référence 2012 en visant un objectif intermédiaire de 20 % en 2030. La traduction des engagements de la France sur le climat et l'énergie se décline en différents documents de planification aux niveaux régional et local.

### Niveau régional
Les régions sont des acteurs clés dans la lutte contre le changement climatique. Elles ont un rôle important à jouer dans l’adaptation et l’atténuation du changement climatique.

#### SRADDET, schéma régional d'aménagement durable
L’élaboration d’un schéma régional d'aménagement, de développement durable et d'égalité des territoires (SRADDET) est confiée à la région par l’article 10 de la loi portant nouvelle organisation territoriale de la République (NOTRe) du 7 août 2015. Dans ce cadre, le conseil régional d'Occitanie adopte le 30 juin 2020 le projet d’aménagement du territoire à l'horizon 2040 (SRADDET), qui est ensuite approuvé par le Préfet de région le 4 août 2020. Des concertations afin de mettre le document en conformité avec la loi Climat et Résilience, la loi 3DS et la loi relative à la lutte contre le gaspillage et sur l’économie circulaire sont lancées en février 2023.

#### Groupe régional d’experts sur le climat
Depuis 2001, le Centre Ressource du Développement Durable (Cerdd) aide les différents acteurs locaux à prendre en compte le changement climatique. Parallèlement, depuis 2014, plusieurs programmes ont été lancés pour étudier l’impact du changement climatique sur les milieux, la biodiversité et la santé : d'abord Climbio, porté par l'Université de Lille et financé sur le contrat de plan État-région 2014-2020 avec une contribution de l’Europe (FEDER), restitué le 28 janvier 2022, puis le projet CPER ECRIN (Environnement Climat – Recherche et Innovation) pour la période 2021-2027.

### Niveau local

#### SCOT
Les lois Grenelle de 2009 et 2010 ont renforcé le rôle des schémas de cohérence territoriale (SCoT), en étendant leurs moyens d’actions dans de nombreux domaines (consommation d'espace, continuités écologiques, commerce, mais aussi air, énergie et climat). 45 SCOT sont approuvés en région Hauts-de-France  au 6 mars 2023 et 21 sont en cours d'élaboration.

#### Territoires à énergie positive (2014)
Un territoire à énergie positive pour la croissance verte (TEPCV) est un territoire d’excellence de la transition énergétique et écologique, un projet lancé par le ministère de l'environnement en 2014. La collectivité s’engage à réduire les besoins en énergie de ses habitants, des constructions, des activités économiques, des transports, des loisirs. Elle propose un programme global pour un nouveau modèle de développement, plus sobre et plus économe. En 2016, 26 « Territoires à énergie positive pour la croissance verte » avaient été retenus.

#### PCAET (2015)
Instaurés par la loi relative à la transition énergétique pour la croissance verte du 17 août 2015, les plans climat-air-énergie territorial (PCAET) sont définis à l’article L. 229-26 du code de l'environnement. Ils sont obligatoires pour les établissements publics de coopération intercommunale (EPCI) à fiscalité propre de plus de 20 000 habitants. Les EPCI de moins de 20 000 habitants peuvent s’ils le souhaitent élaborer des PCAET volontaires. Chaque PCAET doit être mis à jour tous les 6 ans et faire l’objet d’un bilan à mi-parcours au bout de 3 ans. A terme, la région Hauts-de-France sera couverte en grande majorité par des PCAET, qui concerneront des milliers d’acteurs socio-économiques et plus de 5 800 000 habitants. Une carte permet de suivre l'avancement de leur élaboration.

#### PLU
Les Plans locaux d'urbanisme (PLU) et PLU intercommunaux doivent être compatibles le PCAET (et non plus simplement le prendre en compte comme c'était le cas jusqu'au 1er avril 2021).